# Gare de Longpont
Gare de Longpont vasútállomás Franciaországban, Longpont településen.

## Vasútvonalak
Az állomást az alábbi vasútvonalak érintik:
- La Plain-Hirson-vasútvonal

## Kapcsolódó állomások
A vasútállomáshoz az alábbi állomások vannak a legközelebb:
- Gare de Vierzy
- Gare de Corcy